# ARV1
La enzima 2 relacionada con la acil-coA aciltransferasa necesaria para la viabilidad es una proteína que en los humanos está codificada por el gen ARV1. Está implicado en el tráfico de lípidos. ARV1 se expresa de forma ubicua en eucariotas superiores y en la levadura Saccharomyces cerevisiae es necesario para su viabilidad. Los ratones knockout para Arv1 -/- muestran un fenotipo con adiposo blanco reducido y perfiles de lípidos en sangre favorables con una dieta chow.  Se plantea la hipótesis de que ARV1 está involucrado en el desarrollo neurológico, ya que una variante de empalme de ARV1 con un truncamiento de 40 aminoácidos causa encefalopatía epiléptica en bebés.d  Los ratones Arv1 -/- corroboran esta observación.  En los knockouts de levadura, la sustitución del ARV1 humano mediante la transfección de plásmidos rescata a las células de la muerte. 